# José Luiz Gomes de Vasconcelos
Dom José Luiz Gomes de Vasconcelos (Garanhuns, 12 de maio de 1963) é um bispo católico brasileiro. Foi bispo auxiliar de Fortaleza e é bispo diocesano de Sobral.

## Formação
Dom José Luiz Gomes de Vasconcelos iniciou seus estudos filosóficos no Seminário do Regional Nordeste II e no Instituto Teológico do Recife, na Arquidiocese de Olinda e Recife. Realizou os estudos teológicos na Faculdade Católica Nossa Senhora da Assunção, em São Paulo. Cursou Patrística na Pontifícia Universidade Gregoriana de Roma, realizando curso de formador em Roma.

## Atividades durante o presbiterado
Foi ordenado presbítero a 9 de dezembro de 1989 por Dom Tiago Postma. Como presbítero exerceu a função de vigário paroquial da paróquia Nossa Senhora da Conceição de  Águas Belas, e da paróquia Nossa Senhora Mãe dos Homens em Itaíba entre os anos de 1990 e 2000. 
De 2000 a 2005 foi pároco da paróquia Senhor Bom Jesus dos Pobres Aflitos em São Bento do Una. Entre os anos de 2002 até 2005 foi coordenador de pastoral da Diocese de Garanhuns e membro do Conselho Presbiteral diocesano. 
Em 31 de julho de 2008 foi nomeado formador junto ao Seminário Interdiocesano em Caruaru e em 11 de dezembro do mesmo foi nomeado Reitor do Seminário Maior Interdiocesano Nossa Senhora das Dores na Diocese de Caruaru, e responsável pela formação no Regional Nordeste II da CNBB.

## Episcopado
Em 21 de março de 2012 foi nomeado pelo Papa Bento XVI como bispo titular de Canápio e auxiliar de Fortaleza, recebendo a ordenação episcopal no dia 11 de junho de 2012, pelas mãos do bispo de Garanhuns Dom Fernando José Monteiro Guimarães. Sendo bispos consagrantes, Dom José Antonio Aparecido Tosi Marques, arcebispo de Fortaleza e Dom Bernardino Marchió, bispo de Caruaru.
Em 1 de fevereiro de 2015 foi nomeado Administrador Apostólico da Diocese de Sobral. No dia 8 de julho de 2015 foi nomeado bispo da  Diocese de Sobral pelo Papa Francisco. Tomando posse canônica no dia 29 de agosto do mesmo ano.
Em 9 de maio de 2019, foi eleito presidente do regional Nordeste I da Conferência Nacional dos Bispos do Brasil.
Em 27 de abril de 2023, foi eleito vice-presidente do Regional Nordeste I da CNBB (Ceará), para o quadriênio de 2023-2027.